# Соляна тектоніка

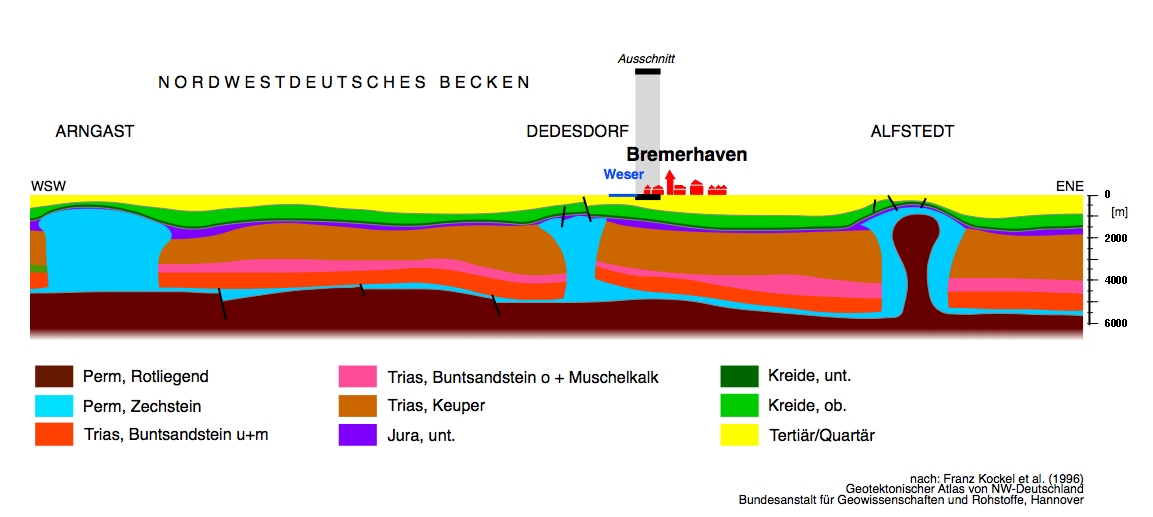
Соляний діапіризм. Геологічний розріз Північно-західного басейну Німеччини

Соляна тектоніка, Галокінез (рос. соляная тектоника, англ. salt tectonics, halokinesis; нім. Salztektonik f, Tektonik f der Salzlager, Halokinese f) — тип складчастих деформацій осадової товщі верств земної кори, що містять значні горизонти кам'яної чи калійної солей. Під вагою осадових порід або бокового тектонічного тиску пластичні соляні маси переміщуються угору (див. також діапіризм, соляні куполи). В Україні прояви С.т. відомі в Дніпровсько-Донецькій западині, Передкарпатському, Закарпатському прогинах, на Донбасі. С.т. проявляється в різних формах: від невеликих скупчень (соляних подушок) через соляні діапіроїди (куполоподібні підняття) до соляних діапірів (куполів з соляними ядрами) і соляних валів і антикліналей.
Осн. фактори, що створюють С.т.: гравітаційний — спливання солі з-під перекриваючих її більш щільних відкладів і тектонічний — горизонтальний стиск, які часто діють спільно.

## Інтернет-ресурси
- Gorleben salt dome
- NOAA site on brine pools
- Salt Tectonics Publications